# Sophienbad (Leipzig)

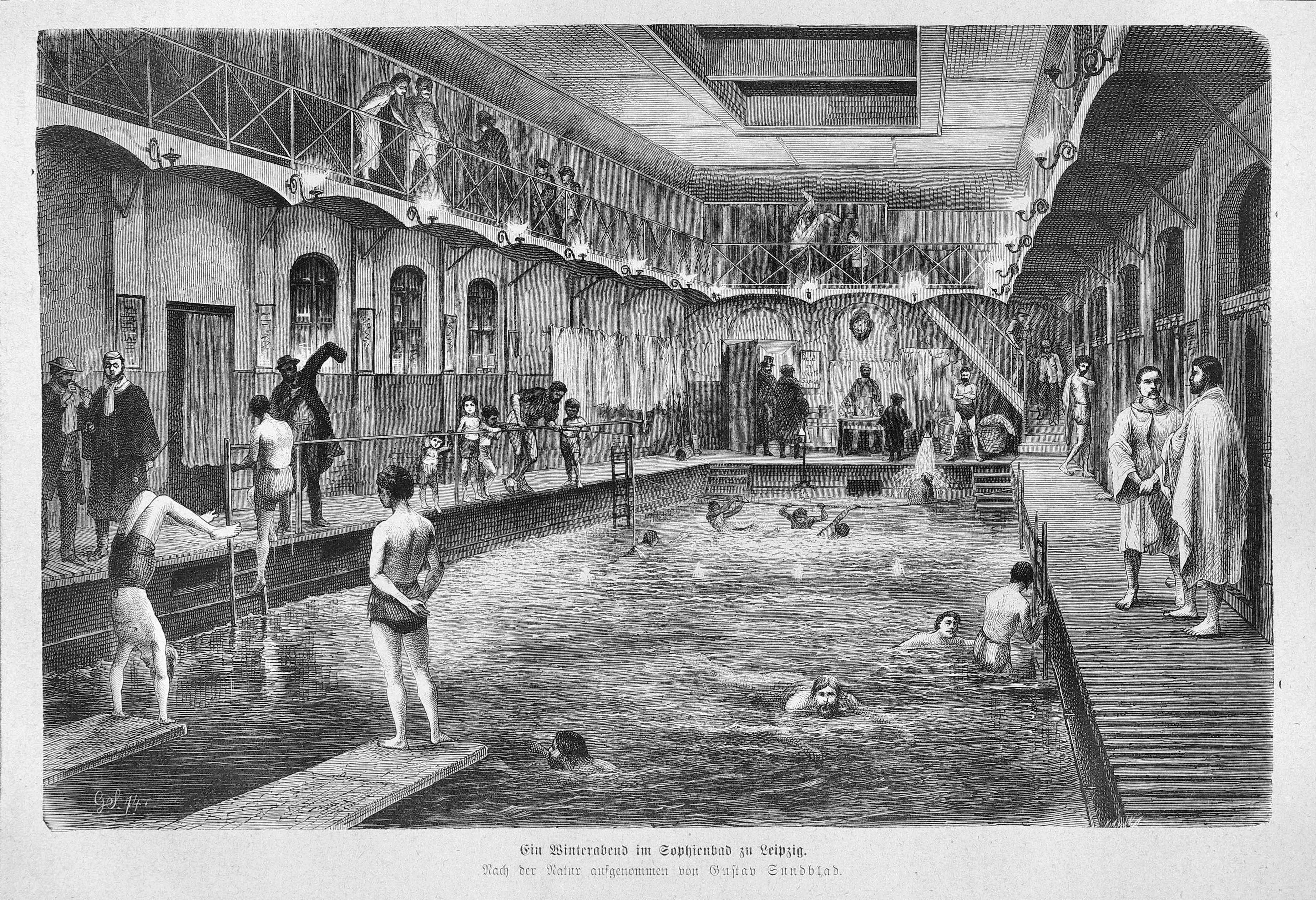
Das Schwimmbecken im Sophienbad in einer Darstellung in Die Gartenlaube von 1875

Das Sophienbad in Leipzig war eine privat betriebene Badeanstalt mit dem ersten Hallenschwimmbad der Stadt.

## Lage
Das Bad befand sich auf dem hinteren Teil des Grundstücks Dorotheenstraße 3. Die Dorotheenstraße heißt seit 1912 Otto-Schill-Straße. Sie war bei der Bebauung von Reichels Garten (vorher Apels Garten) entstanden. Das Grundstück grenzt unmittelbar an den Pleißemühlgraben. Heute steht hier das Parkhaus Martin-Luther-Ring.

## Geschichte

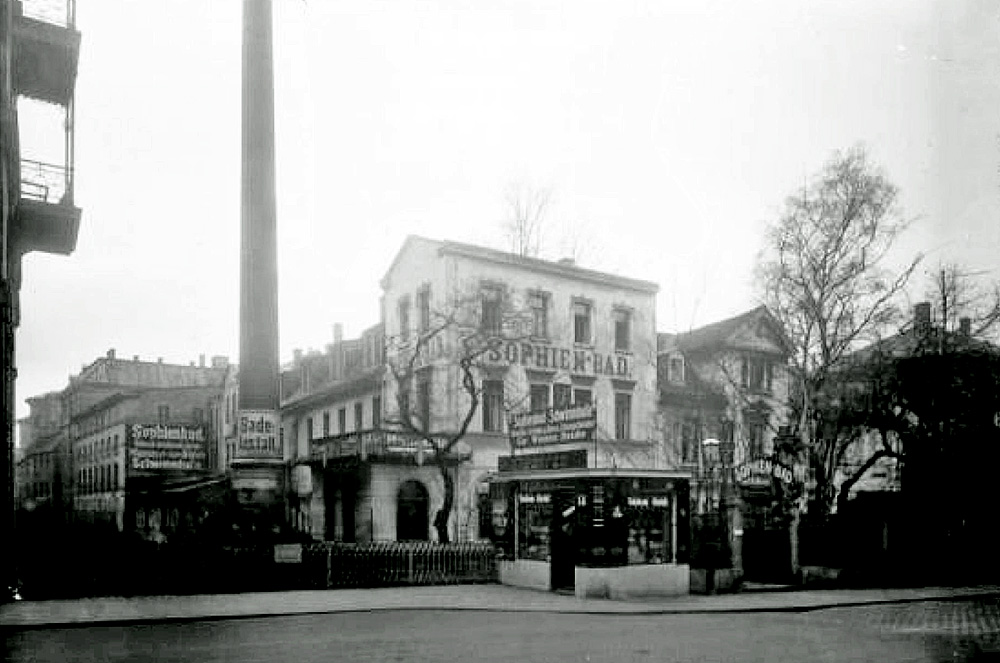
Das Sophienbad um 1900
von der Dorotheenstraße aus

Das Sophienbad war 1863 als Anstalt für Dusch- und Wannenbäder entstanden. Der Name geht vermutlich auf die Pächterin des Petersbrunnens Sophie Christiane Gebhard zurück, die schon Jahre zuvor eine Badeanstalt auf ihrem Grundstück in Reichels Garten angeregt hatte. Bereits sechs Jahre nach der Eröffnung des Sophienbades entschloss sich sein Besitzer Moritz E. Loricke zu einer Erweiterung um ein ganzjährig betriebenes, beheizbares Schwimmbassin. Entwurf und Ausführung oblag dem Architekten Moritz Münch, der auch schon das Wannenbad errichtet hatte. Damit wurde das Sophienbad das erste Hallenschwimmbad der Stadt und das vierte in Deutschland.
1883 wurde im Anschluss an die Schwimmhalle ein Turn- und Tummelplatz errichtet. Das Bad wurde bis 1921 betrieben. Dann musste es schließen, weil die technische Einrichtung verschlissen war und nicht mehr den neuesten Ansprüchen entsprach. Der neue Besitzer des Grundstücks ließ 1922 das Schwimmbassin, das Wannen-Badehaus und das Kesselhaus mit dem Schornstein abreißen. 1928 wurde dort eine Lager- und Verkaufsfiliale für Möbel errichtet. Heute wird das Gesamtgelände vom Parkhaus eingenommen.

## Einrichtung

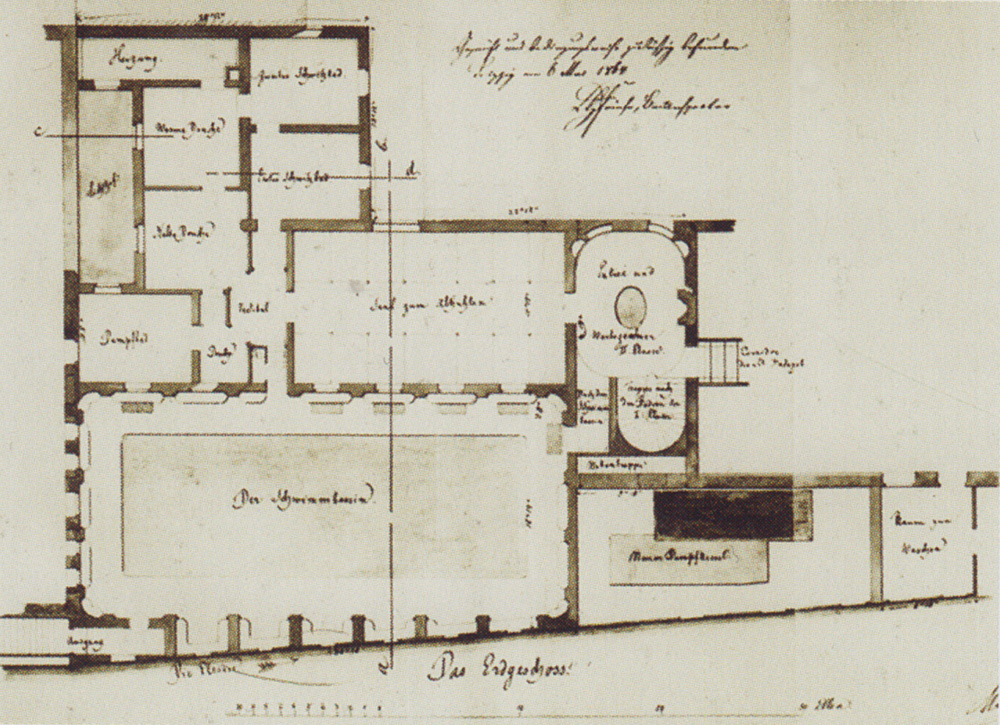
Der Erdgeschoss-Grundriss

Das Schwimmbecken hatte die unter heutigen Aspekten geringen Abmessungen von 15,97 × 6,94 Meter und war bis zu 2,83 Meter tief. Es war mit Marmor ausgelegt und wurde mit erwärmtem Flusswasser aus dem Pleißemühlgraben gefüllt. Die Wassertemperatur betrug 22,5–25 °C. Bei zu starker Trübung des Flusswassers wurde Leitungswasser benutzt. Das Becken besaß zwei 1-m-Sprungbretter und war in Schwimmer- und Nichtschwimmerbereich geteilt. Die Dampfmaschine für die Wasserpumpen bewegte auch ein verdecktes Wellenrad, mit welchem dem Wasser eine wellenförmige Bewegung vermittelt wurde. Die Halle hatte eine Gasbeleuchtung und konnte deshalb ganzjährig von 7 bis 21 Uhr geöffnet werden. Die Hauptzeit dieser täglichen vierzehn Stunden gehörte den Männern. Die Damen hatten an drei Wochentagen vormittags zwei Stunden und an weiteren drei Tagen nachmittags dreieinhalb Stunden Badezeit.
Das Wannenbad hatte zwölf Zellenbäder erster Klasse mit Marmorwannen, davon vier Familienzellen mit zwei Wannen und neun Zellenbäder zweiter Klasse mit Zinkwannen, davon eins mit zwei Wannen. Darüber hinaus gab es je ein Duschbad erster und zweiter Klasse sowie ein russisches und römisch-irische Dampfbäder, medizinische Bäder und beheizte Wäsche-Trockenräume.